# Woman of the Year
Woman of the Year é um filme estadunidense de 1942, do gênero comédia, dirigido por George Stevens.

## Sinopse
Tess, uma mulher bem-sucedida e independente, se apaixona por um repórter esportivo, Sam. Os dois se casam, mas têm dificuldade para conciliar suas carreiras e relacionamento.

## Elenco
- Spencer Tracy      ...  Sam Craig
- Katharine Hepburn  ...  Tess Harding
- Fay Bainter        ...  Ellen Whitcomb
- Reginald Owen      ...  Clayton

## Prêmios e indicações
Oscar 1943 (EUA)
- Indicado nas categorias de melhor atriz (Katharine Hepburn), ganhador do prêmio de melhor roteiro original.